# Tasmaanse heek
De tasmaanse heek (Merluccius tasmanicus) is een straalvinnige vissensoort uit de familie van heken (Merlucciidae). De wetenschappelijke naam van de soort is voor het eerst geldig gepubliceerd in 2006 door Matallanas & Lloris.